# Oszmán szultánák titulusai

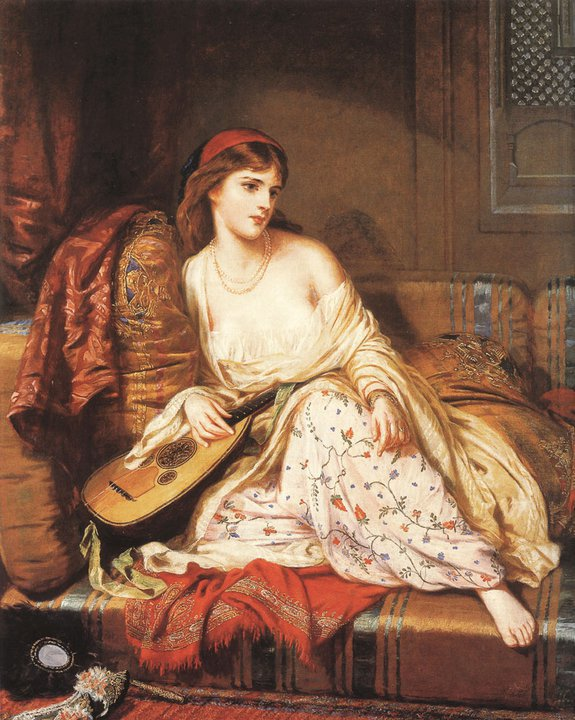
Mahidevran hatun ábrázolása

## Baș Hatun
A „Baş Hatun” (ejtsd: bás hátun) magyarra fordítva „első asszonyt” vagy „fő asszonyt” jelent. Fontos megjegyezni, hogy ez a titulus nem idő szerint rangosolja a szultáni asszonyokat, hanem éppen az az első, akié a legidősebb fiúgyermek, vagyis, aki az aktuális trónörökös édesanyja. Például I. Szulejmán asszonyait, közülük a legismertebbek Gülfem, Mahidevran és Hürrem. Gülfem asszonynak egy fia született az akkor még herceg Szulejmántól, Murad, így Gülfem vehette fel a Baş Hatun rangját. Gyermekük azonban csecsemőkorban elhunyt, így Gülfem azonmód elveszítette ezt a titulust. Amikor Mahidevran fia, Musztafa 1515-ben megszületett, automatikusan ő vált a fő asszonnyá. Ehhez természetesen az is hozzá tartozik, hogy Mahidevran sosem volt rabszolga, hasonló származástörténete van, mint Ayşe Hafsa szultánának. Mahidevran mindaddig tartotta a Baş Hatun-i rangot, ameddig egyetlen fiát ki nem végezték. Ezt követően természetesen Hürrem vált a fő asszonnyá, hiszen az akkor életben lévő legidősebb fia, vagyis Selim vált a trónörökössé.

## Haseki Sultan

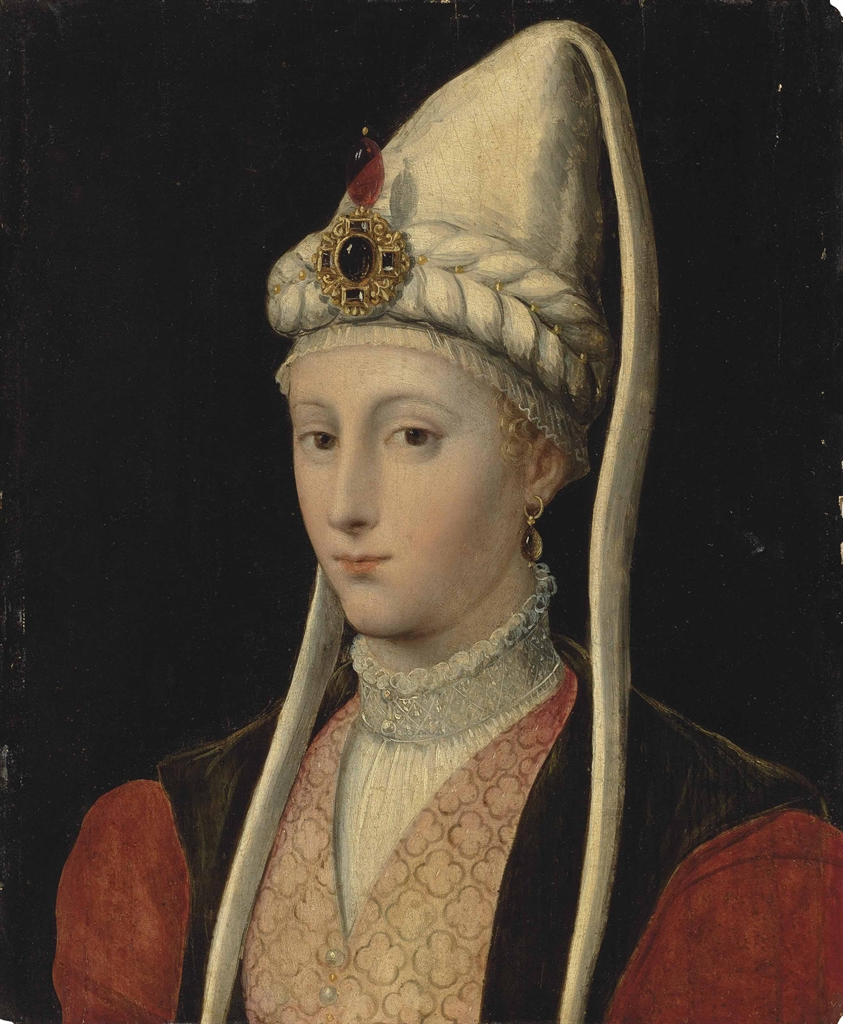
Hürrem szultána ábrázolása

A „Haseki Sultan” (ejtsd: hászeki szultáň), vagyis Haszeki szultána rang talán sokak számára ismertebb fogalom, azonban jelentésével nem mindenki van tisztában. A Haseki szultána hagyományos értelemben azt a nőt jelenti, akit a mindenkori szultán feleségül vesz. Azonban fontos tudatosítani, hogy a Haseki rang nem egy ennyire bekorlátolt, merev fogalom. Haseki szultánaként tisztelhettek és nevezhettek olyan szultáni asszonyokat is, akiket a szultán sosem vett nőül. Ilyen például Mahidevran hatun, vagy IV. Murad szultán asszonya, Ayşe szultána. Tévhit tehát az, hogy Hürrem szultána az első Haseki, valójában Mahidevran volt az, akit először így tiszteltek. Tény, hogy a hagyományosan vett Haseki-fogalom szerint Hürrem az első, de ez leginkább azért különleges és egyedi eset, mert a törvények szerint oszmán uralkodó nem házasodhat ágyasával (ti. ők rabszolgának számítanak). Ennek ellenére Szulejmán felszabadította Hürremet, ezt követően pedig szinte muszáj volt nőül vennie, hiszen, ha nem teszi, többé nem lehettek volna törvényesen együtt, a szultán ugyanis nem létesíthet kapcsolatot szabad nővel. Így válhatott tehát Hürremből szultánfeleség. De térjünk vissza arra, miért is nevezhették Mahidevrant is Haseki szultánának annak ellenére, hogy nem vették feleségül. Az első fontos dolog, hogy a korábban taglalt "Baş Hatun" rangot birtokolta, tehát ő volt a trónörökös anyja. Másodsorban, ő soha nem volt rabszolga, emellett feltehetőleg nemesi származású volt, ő nem ágyasként került Szulejmán Manisai szandzsákjába, hanem egyfajta megegyezés alapján, mintha csak kiválasztott jegyese volna. Mahidevrant akkor kezdték Hasekiként tisztelni, amikor Szulejmán trónra lépett és köztudottan ő volt „a szultán asszonya”.

## Valide Sultan

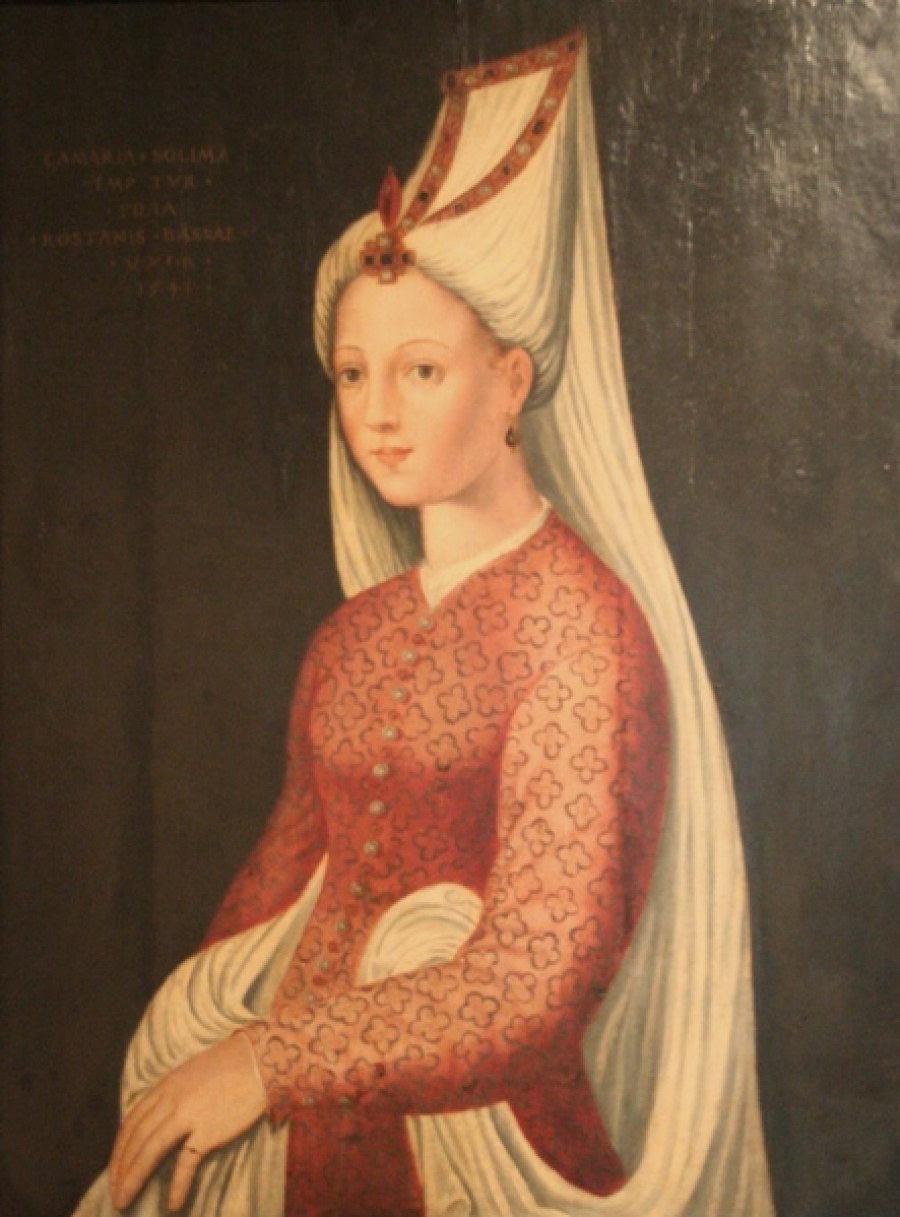
Mihrimah szultána ábrázolása

A „Valide Sultan” (ejtsd: válide szultáň), vagyis Válide szultána a mindenkori szultán édesanyjának titulusa, olyan, mint Európában az anyakirálynő. Az ő feladata a szultán háremének igazgatása, rendjének és hagyományainak betartatása. Valide szultána volt például Ayşe Hafsa, Nurbanu, Safiye, Mahpeyker Kösem és Turhan Hatice szultána. Természetesen a szultán édesanyja sem él örökké és számos esetben korábban életét veszti, mint uralkodó fia (mint Ayşe Hafsa szultána), vagy éppen meg sem éri, hogy gyermeke trónra kerüljön (mint Hürrem szultána). Felmerül a hárem vezetésének kérdése: ki jogosult ilyenkor arra, hogy átvegye a hárem irányítását? Ezekben az esetekben rangsor szerint kell haladni: amennyiben a szultán leánytestvérei közül valamelyikük nem házas, ő veheti át a háremet. Ez természetesen általában nem így volt, tehát haladunk lefelé, következnek a szultán asszonyai. Közöttük is fennáll egy bizonyos rangsor, ilyenkor a trónörökös anyjának tiszte átvenni a háremet, amennyiben gyermeke még nem vonult szandzsákba. Így lehetséges az, hogy Hafsa után Hürrem kapta meg a hárem irányítását, hiszen a Valide halálakor Mahidevran már Musztafa szandzsákjában élt (emellett sokat nyomott a latban, hogy Hürremet feleségül vette a szultán). Ha Musztafa egy évvel később került volna szandzsákba, Mahidevran vehette volna át a háremet és maradhatott volna a fővárosban, így viszont Hürremet érte ez a szerencse. Természetesen a szultánnak is beleszólása volt abba, kire bízza a háremet, de a hierarchia és a szokások szerint így kellett haladni. Amikor II. Selim trónra lépett, Hürrem szultána már nem volt életben, hogy a Valide szultána titulusát viselhesse, így a rangsor szerint Mihrimah szultána vette át azt. Ezzel kapcsolatban az egyik fontos tévhit az, hogy Selim szultán asszonya, Nurbanu szultána ellenében inkább Mihrimah-t választotta, nem, egyszerűen ez volt a szokásjog. A másik fontos tévedés Mihrimah-t Validének nevezni, ő sosem volt az, Valide csak a szultán anyja lehet. Mihrimah (akárcsak Hürrem) egyfajta helytartója volt a Valide címnek, ellátta feladatait és betöltötte jogkörét, de a megnevezése nem lehetett Valide szultána. Aki nem a szultán édesanyja, hanem csak annak helyettesítője, az csupán a hárem irányítója, nem Valide.